# Ordre de Lénine
L’ordre de Lénine (en russe : Орден Ленина, Orden Lenina), nommé d'après Vladimir Lénine, le meneur de la révolution russe, était la plus haute décoration de l'Union soviétique (au deuxième rang des distinctions après le titre de héros de l'Union soviétique).

## Rôle
Établie le 6 avril 1930 par le Comité central du Parti communiste de l'Union soviétique, elle pouvait être attribuée aux :
- Civils pour services exceptionnels rendus à l'État
- Travailleurs pour des réussites majeures dans leur activité
- Membres des forces armées pour services exemplaires
- Ceux qui recevaient les titres de héros de l'Union soviétique ou de héros du travail socialiste
- Ceux qui faisaient la promotion de l'amitié et la coopération entre les peuples et renforçaient la paix
- Ceux qui se voyaient attribués les mérites d'autres services méritoires à l'État et à la société soviétiques.

De 1944 à 1957, avant l'instauration des médailles par durée de service militaire, il récompensait 25 ans de services effectifs rendus. Il était aussi décerné aux usines, sociétés, villes, régions et républiques. 

## Récipiendaires
Le premier ordre de Lénine fut attribué au journal Komsomolskaïa Pravda, le 23 mai 1930. Parmi les récipiendaires de l'ordre de Lénine figurent aussi Nikita Khrouchtchev, la commissaire du peuple Alexandra Kollontaï, le gardien de but de football Lev Yachine, le cosmonaute Youri Gagarine, le maréchal Gueorgui Joukov, le colonel-général Nikolaï Berzarine (commandant soviétique de Berlin), le tireur d'élite Vassili Zaïtsev, les écrivains Alexandre Fadeïev, Victor Astafiev, le cinéaste Alexandre Zgouridi, le peintre Igor Grabar, l'architecte Alexeï Douchkine, le joueur d'échecs Anatoli Karpov, Fidel Castro, Ramón Mercader (exécuteur de Trotski) , l'italien Luigi Longo ou l'industriel américain Armand Hammer. On compte aussi plusieurs Français, pilotes de l'escadrille Normandie-Niémen ou Marcel Cachin, personnalité communiste française.
Au total, 431 418 ordres ont été attribués, la dernière attribution datant du 21 décembre 1991.

## Design
Le tout premier design de la médaille de l'ordre de Lénine fut l'oeuvre de la collaboration entre Pyotr Tayozhny, Ivan Chadr et Ivan Dubasov : ce portrait de Vladimir Ilitch Lénine restera la base de la médaille aux fils des changements successifs.
| Période     | Médaille |
| ----------- | -------- |
| 1930 – 1932 |          |
| 1934 – 1936 |          |
| 1936 – 1943 |          |
| 1943 – 1991 |          |

## Culture
- 1985 : Dangereusement vôtre
- 1990 : À la poursuite d'Octobre rouge de John McTiernan